# Hospital de Nuestra Señora de la Misericordia (Segovia)
El hospital de Nuestra Señora de la Misericordia u hospital de Recoletas es un centro médico de la ciudad española de Segovia.

## Descripción
El hospital, sito en la calle del Doctor Velasco, dio nombre a la calle del Hospital, de la que formó parte. Aparece descrito en el epígrafe que Mariano Sáez y Romero le dedica a la vía en Las calles de Segovia (1918), con las siguientes palabras:

[...] se halla el Hospital de Nuestra Señora de la Misericordia, que le da nombre. Es el Hospital de patronato del Obispo y sostenido también por subvenciones oficiales, y es el único que existe; pues el militar, situado en la casa de la Trinidad, en el Mercado, es sólo para militares. El de la Misericordia está bien atendido y en condiciones favorables de higiene y comodidad. Su iglesia es de tres naves, con portada de dos cuerpos, con columnas estiradas y una hornacina con una escultura de la Virgen, y la fecha 1678.
(Sáez y Romero, 1918, p. 83)